# Ѣ

Jać. Warto zwrócić uwagę na postać małej litery w kursywie.

Jać (Ѣ, ѣ) (scs. ѣть, ros., ukr. ять, bułg. ят lub е двойно, serb. јат, chorw. jat, ang. yat) – nazwa 32. litery starej cyrylicy oraz głoski oznaczanej tą literą. W transliteracji slawistycznej oznaczana jest literą ě (zapożyczoną z alfabetu czeskiego).
W języku prasłowiańskim jać była samogłoską długą. Przyjmuje się, że realizowana była jako dźwięk [æ:], który pochodził z wcześniejszych głosek [e:], [oj], lub [aj].
Znaczące jest zmieszanie już w najwcześniejszych tekstach głosek jać i jotowanego a. Tłumaczyć to można tym, że w dialektach sołuńskich, na których był oparty język staro-cerkiewno-słowiański, doszło do przesunięcia /æ:/ w /ja/ niezależnego od dialektów północnych i wschodnich. Zmieszanie pogłębiło graficzne podobieństwo litery mały jus (Ѧ) w cyrylicy do litery reprezentującej jać w głagolicy (Ⱑ – w unikodzie w. 4.1, ).

## Język prasłowiański
W języku prasłowiańskim istniała samogłoska niska, przednia, szeroka (a więc zbliżona w wymowie do ’a), oznacza się ją w transkrypcji znakiem ě.
Pochodzi ona z:
- PIE ē: PIE *ŭēr- > PS *věra, PIE *sēmens > PS *sěmę
- PIE ŏĭ, ăĭ poprzez oĭ: PIE *genăĭ > *ženoĭ > PS ženě (NAV du f); PIE *ŭlkoi > *vlkoĭ > PS vlcě (L sg m)
- PIE ŏĭ, ăĭ poprzez aĭ: PIE *genāĭ > *ženaĭ > PS ženě (DL sg f)
- PIE i PS e w grupach TrěT, TlěT: PS *bergъ > SCS brěgъ; PS *melko > SCS mlěko

## Rozwój głoski „ě” w językach słowiańskich
W poniższym tekście głoska jest zapisywana pismem pochylonym, litery zaś pismem pogrubionym, przykładowo: jać przechodzi w ie, zapisywane literą ě. Przykłady są podane pismem prostym.
- Język staro-cerkiewno-słowiański zachowuje dźwięk ě.

W głagolicy był jeden znak na oddanie dwóch bliskich sobie dźwięków: ě i ja. Cyrylica rozróżniała te dźwięki, zapisując je odrębnymi literami, odpowiednio: ѣ i я.
Przykłady: яко, ясти, чаяти, мария, буря, земля, воня, назарянинъ, другая, убояше, вѣдѣти, бѣлъ, тебѣ, рѣка, лѣсъ, женѣ.
- Język polski – ’a: ’e

Jać przechodzi w polszczyźnie w ’e. Występuje przegłos lechicki – zmiękczające poprzedzającą spółgłoskę ’e powstałe z ě przechodzi przed t, d, n, s, z, ł, r w ’a (również zmiękczające poprzedzającą spółgłoskę).
Przykłady: biały: bielić, wiara: wierzyć, źrebię, brzeg, miesiąc, las: leśny, lato: letni, świeca
- Język czeski

krótka: e, ie (po spółgłoskach wargowych) zapisywana jako ě, np. sem, seme, les, léto, měřit, svět, věřit.
długa: i: zapisywane jako í, np. bílý, císař, víra
- Język słowacki

krótka: e, np. sem, semeno, les, leto, merať, mesiac, svet, veriť
długa: ie, np. biely, viera, svieca
- Język górnołużycki – ė (głoska e nieco przesunięta w kierunku i / y) zapisywana literą ě

wěra, lěs, swět, swětło, běły, lěto
- Język dolnołużycki – ė (głoska e nieco przesunięta w kierunku i / y) zapisywana literą ě

wěra, lěs, swěca, swět, swětło, běły, lěto
- Język rosyjski – ie

Przykłady: вера, лес, светло, белый, лето, ведеть
Przed reformą ortografii: вѣра, лѣсъ, свѣтло, бѣлый, лѣто, вѣдѣть
- Język ukraiński – i

Przykłady: світ, світло, ліс, білий, літо, віра, відьма
- Język białoruski – ie: ia

Przykłady: лес: лясы, вера, белы, свет
- Język słoweński – e

Przykłady: svet, mesec, leto, bel
- Język serbsko-chorwacki – występują trzy formy:
  - ekawska (tylko w standardzie serbskim): e, np. cvet, reč, seno, nem, pesma, vešt, deca, sesti, gde
  - jekawska: je (krótka), ije, jē (długa), np. cvijet, riječ, sijeno, nijem, pjesma, vješt, djeca, sjesti, gdje
  - ikawska: i, np. cvit, rič, sino, nim, pisma, višt, dica, sisti, gdi

- Język macedoński – e

Przykłady: свет, лето, вера, дедо, цвет, реч
- Język bułgarski – e, ia

Przykłady: верен: вярна, лято, где, вест, свят: световен

## Jać w języku rosyjskim

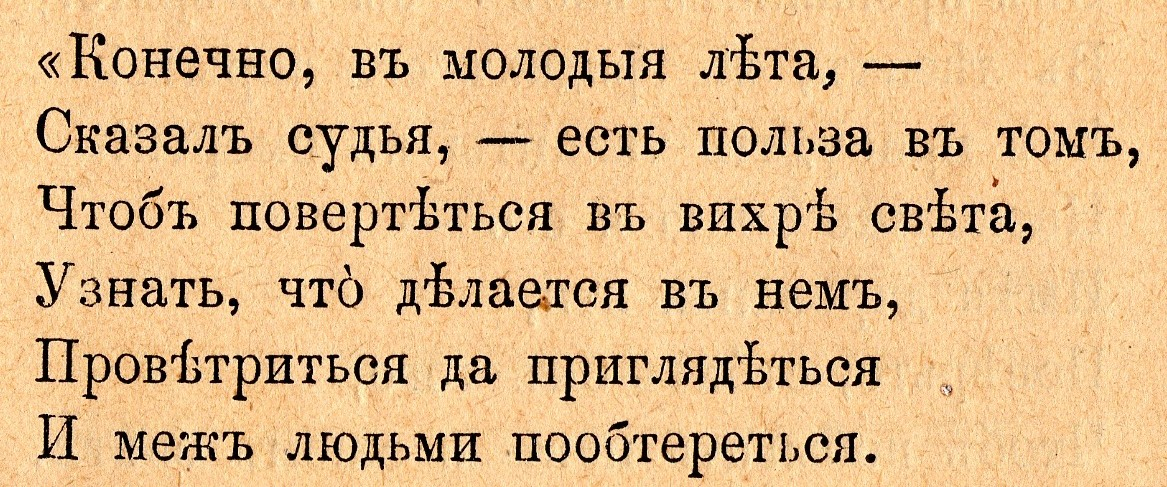
Urywek przekładu Pana Tadeusza z roku 1902

Jać w języku rosyjskim zlała się całkowicie z e. Niektórzy (W. K. Matthews) twierdzą, że stało się tak już w XI w., a obecność jaci w ortografii aż do XX w. wynikała z wpływu staro-cerkiewno-słowiańskiego jako języka liturgicznego. Jednak wskazuje się, że w dialektach jać różniła się od e (przynajmniej w sylabach akcentowanych) jeszcze w XVIII wieku.
Pozostawienie jaci podczas reformy rosyjskiego alfabetu w 1708 r. wskazuje, że wymowa liter e i ѣ różniła się. Jednak już pod koniec XVIII w. Michaił Łomonosow zauważył, że różnica w wymowie tych liter jest ledwo zauważalna. 100 lat później autor Rosyjskiej ortografii, Grot pisał, że jać wymawia się jak e. W XX w. ślady tej różnicy pozostały tylko w niektórych gwarach rosyjskich.
Latem 1917 r. Rząd Tymczasowy wydał dekret o reformie ortografii rosyjskiej, jednak dla jej wprowadzenia w życie potrzebne były jeszcze dwa dekrety bolszewików. Alfabet rosyjski utracił twarde znaki na końcu wyrazu, literę і i jać. Ta ostatnia stała się niemal symbolem „białego” oporu przeciwko bolszewikom oraz wszystkiego, co odeszło w przeszłość wraz z nową władzą. Słowo хлѣбъ (‘chleb’) pisane przez jać stało się źródłem kpin, gdy nastał głód: mówiono, że bolszewicy usunęli jać wraz z chlebem.
Rosyjskie publikacje wydawane poza granicami ZSRR jeszcze długo po II wojnie światowej zachowywały starą ortografię. Rosyjscy inteligenci na emigracji pisali zawzięte obrony jaci, a w samym ZSRR drukarniom odbierano czcionki z „wrogimi” literami. We współczesnej Rosji obserwuje się pewną modę na powrót do używania jaci, szczególnie w znakach towarowych.

## Jać w języku serbsko-chorwackim
W języku serbsko-chorwackim jać rozwinęła się trojako, na tej podstawie wyróżnia się trzy rodzaje dialektów:
- ѣ > e – dialekty ekawskie
- ѣ > i – dialekty ikawskie
- ѣ > ije (długa jać) i ѣ > je (krótka jać) – dialekty jekawskie

Przykłady:
mlѣko > млеко/mleko, млико/mliko, млијеко/mlijeko
mѣsto > место/mesto, мисто/misto, мјесто/mjesto
Formy ekawskie stanowią podstawę języka serbskiego, jekawskie – chorwackiego, bośniackiego, czarnogórskiego i serbskiego (głównie na terenie Bośni i Hercegowiny). Ikawskie nie są traktowane jako literackie.

## Jać w języku bułgarskim

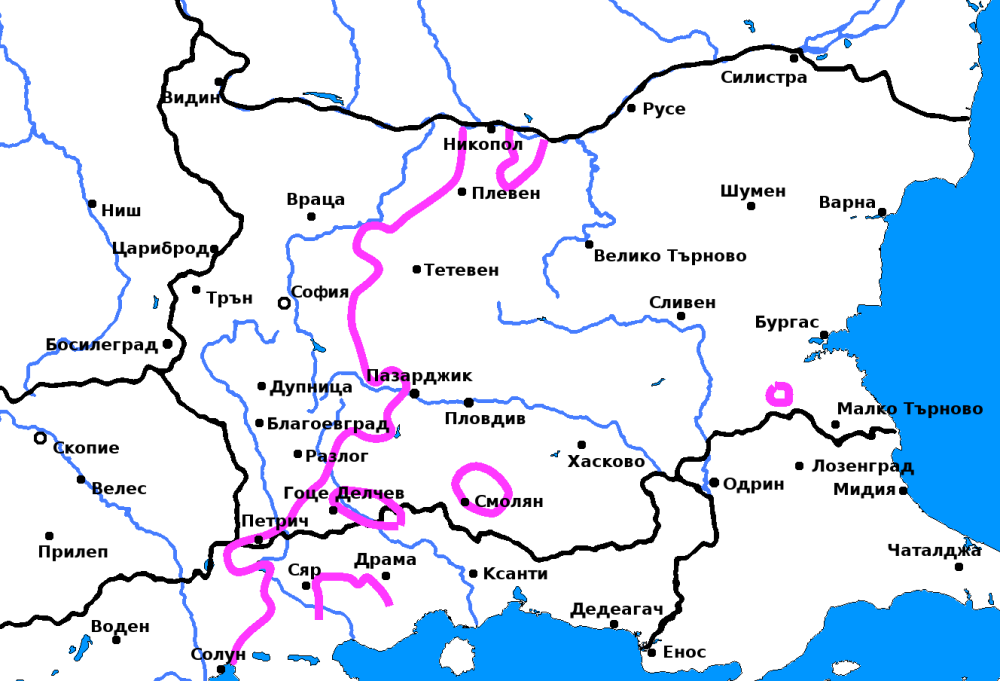
Granica jaci

W języku bułgarskim istnieje tak zwana granica jaci (ятова граница) przebiegająca orientacyjnie z Nikopolu nad Dunajem do Sołunia (Saloniki) nad Morzem Egejskim. Jest to najważniejsza izoglosa języka bułgarskiego. Rozdziela ona obszary wschodnie, gdzie jać jest wymawiana jako ’a  albo e (бял – бели) od obszarów zachodnich, gdzie jać jest realizowana tylko jako e (бел – бели) – podobnie jak w języku macedońskim i serbskim.
Usunięcie w roku 1945 jaci z alfabetu bułgarskiego zostało potraktowane przez niektórych jako „zdrada zachodnich dialektów” i sztuczny rozdział od macedońszczyzny. Po roku 1989 proponowano przywrócenie jaci do alfabetu bułgarskiego.

## Kodowanie
| Znak                   | Ѣ                           | Ѣ                           | ѣ                         | ѣ                         |
| ---------------------- | --------------------------- | --------------------------- | ------------------------- | ------------------------- |
| Nazwa w Unikodzie      | cyrillic capital letter yat | cyrillic capital letter yat | cyrillic small letter yat | cyrillic small letter yat |
| Kodowanie              | dziesiątkowo                | szesnastkowo                | dziesiątkowo              | szesnastkowo              |
| Unicode                | 1122                        | U+0462                      | 1123                      | U+0463                    |
| UTF-8                  | 209 162                     | d1 a2                       | 209 163                   | d1 a3                     |
| Odwołania znakowe SGML | &#1122;                     | &#x0462;                    | &#1123;                   | &#x0463;                  |

W LaTeX-u uzyskanie jaci umożliwia kodowanie X2:
\fontencoding{X2}\selectfont \char120% mała jać
\fontencoding{X2}\selectfont \char88% wielka jać